# Bissulla
Genre
Bissulla est un genre d'opilions laniatores de la famille des Cryptogeobiidae.

## Distribution
Les espèces de ce genre sont endémiques du Brésil. Elles se rencontrent dans les États de São Paulo et du Paraná.

## Liste des espèces
Selon World Catalogue of Opiliones (13/08/2021) :
- Bissulla paradoxa Roewer, 1929
- Bissulla singularis (Soares & Soares, 1949)

## Publication originale
- Roewer, 1929 : « Weitere Weberknechte III. (3. Ergänzung der: "Weberknechte der Erde", 1923). » Abhandlungen der Naturwissenschaftlichen Verein zu Bremen, vol. 27, p. 179–284.